# Un día cualquiera
Un día cualquiera es una serie de televisión mexicana escrita por Eric Vonn y producida por Fides Velasco para TV Azteca.
Con esta producción, TV Azteca regresó al horario estelar que por más de un año estuvo ocupado por telenovelas brasileñas y turcas.

## Sinopsis
En cada episodio se transmitían tres historias de un mismo tema, dos eran verdad y una era mentira. Al final de las tres historias, los televidentes tenían que adivinar que historia era mentira a través del Twitter de Un día cualquiera (@DiaCualquieraTV) usando el #UnDíaCualquiera 1, 2 o 3. El reto se tenía que hacer en el último corte comercial del episodio antes de volver para revelar la respuesta. Alberto Casanova era el anfitrión de la serie, narraba las historias y actuaba en ellas.

## Episodios
- 01: Suicidios (15 de agosto de 2016) (B15)
- 02: Misandria, Odio a los hombres (16 de agosto de 2016) (B)
- 03: Transgénero (17 de agosto de 2016) (B15)
- 04: Conductores de TV (18 de agosto de 2016) (B15)
- 05: Mujeres fantasmas (19 de agosto de 2016) (B)
- 06: Crímenes increíbles (22 de agosto de 2016) (C)
- 07: Homosexualidad femenina (23 de agosto de 2016) (B15)
- 08: Obsesión por la carne (24 de agosto de 2016) (C)
- 09: Matrimonios infortunados (25 de agosto de 2016) (B15)
- 10: Casos médicos extraordinarios (26 de agosto de 2016) (B15)
- 11: Privación de la libertad (29 de agosto de 2016) (C)
- 12: Desorden de identidad de la integridad corporal (30 de agosto de 2016) (B)
- 13: Gemelos (31 de agosto de 2016) (B)
- 14: Extraterrestres (1 de septiembre de 2016) (B)
- 15: Partos poco comunes (2 de septiembre de 2016) (B15)
- 16: Cirugías plásticas (5 de septiembre de 2016) (B)
- 17: El amor (6 de septiembre de 2016) (A)
- 18: Traición (7 de septiembre de 2016) (C)
- 19: Casos médicos difíciles de explicar (8 de septiembre de 2016) (A)
- 20: Fantasmas (9 de septiembre de 2016) (B)
- 21: Misoginia (12 de septiembre de 2016) (B15)
- 22: Ladrones (13 de septiembre de 2016) (B15)
- 23: El estrés y sus manías (14 de septiembre de 2016) (B15)
- 24: Hospitales (15 de septiembre de 2016) (B15)
- 25: Problemas del sueño (16 de septiembre de 2016) (B)
- 26: El Perdón (19 de septiembre de 2016) (B15)
- 27: Baja autoestima (20 de septiembre de 2016) (B)
- 28: Selfies (21 de septiembre de 2016) (B)
- 29: Herencia (22 de septiembre de 2016) (A)
- 30: Amantes (23 de septiembre de 2016) (B15)
- 31: La muerte como mejor solución (26 de septiembre de 2016) (C)
- 32: Altruismo (27 de septiembre de 2016) (A)
- 33: Personas en estado de coma (28 de septiembre de 2016) (B15)
- 34: La muerte y sus fantasmas (29 de septiembre de 2016) (B)
- 35: Suegras (30 de septiembre de 2016) (B)
- 36: Expectativa vs Realidad (3 de octubre de 2016) (B)
- 37: Maternidad subrogada (4 de octubre de 2016) (B15)
- 38: El órgano reproductor masculino (5 de octubre de 2016) (C)
- 39: Síndromes extraños (6 de octubre de 2016) (B)
- 40: Bullying (10 de octubre de 2016) (B15)
- 41: Ancianas fuera de lo común (12 de octubre de 2016) (C)
- 42: Bigamia (13 de octubre de 2016) (B)
- 43: Sugar babies (17 de octubre de 2016) (C)
- 44: Brujería (18 de octubre de 2016) (B)
- 45: Casos médicos poco comunes (19 de octubre de 2016) (B)
- 46: Las apariencias engañan (20 de octubre de 2016) (C)
- 47: El amor de los padres (21 de octubre de 2016) (B)
- 48: Muñecas que cobran vida (24 de octubre de 2016) (B)
- 49: Pacto con el diablo (25 de octubre de 2016) (B)
- 50: Mentiras (26 de octubre de 2016) (B15)
- 51: Disparos (27 de octubre de 2016) (B15)
- 52: Amores imposibles (28 de octubre de 2016) (B15)

## Actores que participaron
- Carmen Baqué (Suicidios "historia 1", Suegras "historia 1", Síndromes extraños "historia 2")
- Roberto Sosa (Suicidios "historia 2", Obsesión por la carne "historia 3")
- Sylvia Sáenz (Misandria, Odio a los hombres "historia 3")
- Sergio Basañez (Transgénero "historia 1")
- Carolina Carvajal (Transgénero "historia 2")
- Amaranta Ruiz (Transgénero "historia 3", Suegras "historia 2")
- Aylín Mujica (Conductores de TV "historia 2")
- Alejandro Cuétara (Conductores de TV "historia 3")
- Carla Carrillo (Mujeres fantasmas "historia 3", Estrés "historia 2")
- Francisco Angelini (Mujeres fantasmas "historia 3", Extraterrestres "historia 2", Personas en estado de coma "historia 1")
- Mayra Sérbulo (Crímenes increíbles "historia 1")
- Monica Dionne (Crímenes increíbles "historia 2")
- Pedro Sicard (Crímenes increíbles "historia 2")
- Alejandra Prado (Crímenes increíbles "historia 2")
- Armando Torrea (Homosexualidad femenina "historia 1", Muñecas que cobran vida "historia 3")
- Mariannela Cataño (Homosexualidad femenina "historia 1")
- Cinthia Vázquez (Homosexualidad femenina "historia 2", Casos médicos difíciles de explicar "historia 1", Maternidad subrogada "historia 3", El órgano reproductor masculino "historia 2")
- Erick Chapa (Homosexualidad femenina "historia 3", Estrés "historia 3", Personas en estado de coma "historia 3")
- Eduardo Arroyuelo (Obsesión por la carne "historia 2")
- Jeannine Derbez (Casos médicos extraordinarios "historia 1", Ladrones "historia 2", Maternidad subrogada "historia 1")
- Tomás Goros (Casos médicos extraordinarios "historia 2")
- Martha Mariana Castro (Casos médicos extraordinarios "historia 2", Expectativa vs Realidad "historia 1", Casos médicos poco comunes "historia 3")
- Mariana Torres (Desorden de identidad de la integridad corporal "historia 1")
- Vanessa Acosta (Desorden de identidad de la integridad corporal "historia 3", Maternidad subrogada "historia 3")
- Carolina Miranda (Gemelos "historia 2", El órgano reproductor masculino "historia 1")
- Ramiro Tomasini (Gemelos "historia 2")
- Kenia Gascón (Cirugías plásticas "historia 1", La muerte y sus fantasmas "historia 3", El órgano reproductor masculino "historia 1")
- Anna Ciocchetti (Cirugías plásticas "historia 2", Misoginia "historia 3", Selfies "historia 1", Las apariencias engañan "historia 2")
- Humberto Búa (Cirugías plásticas "historia 3", El Perdón "historia 3")
- Luis Miguel Lombana (Traición "historia 2", Misoginia "historia 3")
- Laura Padilla (Traición "historia 2")
- Tatiana del Real (Casos médicos difíciles de explicar "historia 3")
- Luis Felipe Tovar (Fantasmas "historia 3", El Perdón "historia 1")
- Alberto Guerra (Misoginia "historia 1")
- Carmen Delgado (Misoginia "historia 1", La muerte como mejor solución "historia 3", Suegras "historia 1")
- Alpha Acosta (Estrés "historia 2")
- Miri Higareda (Hospitales "historia 1", Suegras "historia 3", Brujería "historia 3")
- Claudine Sosa (Hospitales "historia 2")
- José Alonso (Hospitales "historia 2", Personas en estado de coma "historia 1")
- Cecilia Piñeiro (Problemas del sueño "historia 3", Muñecas que cobran vida "historia 3")
- Elvira Monsell (El Perdón "historia 1", Personas en estado de coma "historia 2", Sugar babies "historia 1")
- Ana Silvia Garza (El Perdón "historia 3", herencia "historia 1")
- Lupita Sandoval (Baja autoestima "historia 1")
- Carlos Millet (Baja autoestima "historia 1")
- Alejandra Ley (Baja autoestima "historia 1")
- María Fernanda Quiroz (Baja autoestima "historia 2")
- Evangelina Sosa (Baja autoestima "historia 3", Ancianas fuera de lo común "historia 1")
- María Rebeca (Baja autoestima "historia 3", Bullying "historia 3")
- María José Magán (Selfies "historia 1", Personas en estado de coma "historia 1")
- Gloria Stálina (Selfies "historia 2")
- Eugenio Montessoro (Selfies "historia 2", Síndromes extraños "historia 2")
- Ari Telch (Selfies "historia 3")
- Leticia Huijara (Herencia "historia 2")
- Jorge Luis Vázquez (Herencia "historia 2", Síndromes extraños "historia 1")
- Regina Torné (Herencia "historia 3")
- Ana Belena (La muerte como mejor solución "historia 2")
- Rodolfo Valdés (La muerte como mejor solución "historia 2", Altruismo "historia 2", El órgano reproductor masculino "historia 1")
- Ana Karina Guevara (Altruismo "historia 1", La muerte y sus fantasmas "historia 3")
- Roberta Burns (Personas en estado de coma "historia 3", Las apariencias engañan "historia 2")
- Irma infante (Personas en estado de coma "historia 3", Las apariencias engañan "historia 3")
- Fran Meric (La muerte y sus fantasmas "historia 1")
- Ernesto Díaz del Castillo (La muerte y sus fantasmas "historia 1")
- Verónica Langer (La muerte y sus fantasmas "historia 1", Sugar babies "historia 3")
- Fernando Becerril (La muerte y sus fantasmas "historia 2")
- Gabriela Roel (La muerte y sus fantasmas "historia 2")
- Armando Pascual (La muerte y sus fantasmas "historia 3")
- Liz Gallardo (Maternidad subrogada "historia 2")
- Gerardo Lama (El órgano reproductor masculino "historia 3")
- María Alejandra Molina (Síndromes extraños "historia 1")
- Carlos Torres Torrija (Síndromes extraños "historia 2")
- Nubia Martí (Síndromes extraños "historia 2")
- Evangelina Martínez (Ancianas fuera de lo común "historia 1")
- Susana Alexander (Ancianas fuera de lo común "historia 3")
- Sergio Klainer (Ancianas fuera de lo común "historia 3")
- Mayra Rojas (Bigamia "historia 2")
- Eva Prado (Sugar babies "historia 2")
- Adianez Hernández (Brujería "historia 2")
- Gabriela Hassel (Brujería "historia 3")
- Eligio Meléndez (Disparos "historia 3")
- Iván Cortés (Disparos "historia 3")
- Claudio Lafarga (Casos médicos poco comunes "historia 1")
- Omar Fierro (Las apariencias engañan "historia 3")
- Paloma Woolrich (Desorden de identidad de la integridad corporal "historia 12")
- Toño Valdés (Ladrones "historia 1")
- Roberta Burns (Las apariencias engañan "historia 2")

## Sitio oficial
- Un día cualquiera - TV Azteca